# World Games 2025/Kanumarathon
Bei den World Games 2025 in Chengdu wurden vom 9. bis 10. August 4 Wettbewerbe im Kanumarathon ausgetragen. Austragungsort war die Xinglong Lake Hubin Arena.

## Bilanz

### Medaillenspiegel
| Platz  | Land      | Gold | Silber | Bronze | Gesamt |
| ------ | --------- | ---- | ------ | ------ | ------ |
| 1      | Dänemark  | 2    | ―      | 1      | 3      |
| 2      | Schweden  | 2    | ―      | ―      | 2      |
| 3      | Südafrika | ―    | 2      | ―      | 2      |
| 3      | Ungarn    | ―    | 2      | ―      | 2      |
| 5      | Portugal  | ―    | ―      | 2      | 2      |
| 6      | Italien   | ―    | ―      | 1      | 1      |
| Gesamt | Gesamt    | 4    | 4      | 4      | 12     |

### Medaillengewinner
Männer
| Disziplin          | Gold                       | Silber                | Bronze                 |
| ------------------ | -------------------------- | --------------------- | ---------------------- |
| Kurzstrecke Männer | Mads Brandt Pedersen (DEN) | Hamish Lovemore (RSA) | José Ramalho (POR)     |
| Kurzstrecke Frauen | Melina Andersson (SWE)     | Vanda Kiszli (HUN)    | Susanna Cicali (ITA)   |
| Langstrecke Männer | Mads Brandt Pedersen (DEN) | Hamish Lovemore (RSA) | José Ramalho (POR)     |
| Langstrecke Frauen | Melina Andersson (SWE)     | Vanda Kiszli (HUN)    | Pernille Hostrup (DEN) |